# Les Enragés
Les Enragés (deutsch: „Die Wütenden“) ist ein französisches Filmdrama von Pierre-William Glenn aus dem Jahr 1985 mit Fanny Ardant und François Cluzet.

## Handlung
Die beiden Kleinkriminellen Marc und Laurent rauben den Opferstock einer Kirche und sind nun auf der Flucht. Auf ihrem Weg durch eine ländliche Gegend, geht ihnen das Benzin aus. Um sich zu verstecken, brechen sie in eine Villa ein. Als Marc, der sich gern schminkt und eine blonde Perücke trägt, das Schlafzimmer betritt, erkennt er an den zahlreichen Fotos an den Wänden, dass die Villa der Filmschauspielerin Jessica Melrose gehört, und fällt vor Schreck in Ohnmacht. Während sich der raubeinige Laurent im Haus umschaut, zieht Marc, der Jessica seit Jahren verehrt und alle ihre Filme kennt, die Sachen seines Idols an und posiert in Rock und Stöckelschuhen vor dem Spiegel. Als das Telefon klingelt, räumen sie die von ihnen verursachte Unordnung auf und verstecken sich in einem Gästezimmer.
Jessica kommt am Abend mit ihrem Hund, einem Bandog namens Attila, nach Hause, ohne die Anwesenheit der Männer zu bemerken. Während sie telefoniert, freunden sich Laurent und Marc mit dem anfänglich bellenden Attila an. Nachdem sich Jessica abgeschminkt, ein paar Schlaftabletten genommen und sich zu Bett gelegt hat, verköstigen sich Laurent und Marc in der Küche. Im Treppenhaus bewundern sie anschließend ein Gemälde, das Amedeo Modiglianis Liegenden Akt mit Jessicas Gesichtszügen zeigt. Marc betritt daraufhin Jessicas Schlafzimmer, setzt sich auf sie und beginnt, sie zu küssen und auf sie einzureden. Jessica wacht kurzzeitig auf, ist von den Tabletten jedoch so benommen, dass sie glaubt zu träumen und wieder einschläft.
Am nächsten Morgen – Jessica macht im Garten Gymnastik und entdeckt schließlich den ungebetenen Besuch – nehmen Marc und Laurent sie als Geisel. Sie versucht, sich zu verstecken und mittels Telefon Hilfe zu holen. Als die beiden Männer sie hinter einem Vorhang entdecken, schlägt Jessica mit einem Kerzenständer auf Laurent ein. Dieser zückt sein Klappmesser, lässt aber von ihr ab, als Jessicas Hausmädchen Nadine eintrifft. Um den Schein zu wahren, dass alles in Ordnung sei, soll sich Jessica ins Bett legen. Der nur mit einem Handtuch bekleidete Marc gibt sich vor Nadine als Jessicas Liebhaber aus und legt sich zu ihr. Gemeinsam mit Laurent essen sie daraufhin Frühstück. Jessica, die zuvor im Badezimmer Laurents Platzwunde versorgt und eine Nachricht an die Polizei auf ein Stück Stoff geschrieben hat, versucht, die Nachricht Nadine heimlich zukommen zu lassen. Laurent fängt die Nachricht jedoch ab. Nadine, die sich Laurents Avancen belustigt gefallen lässt, fährt mit ihrem Motorrad wieder davon. Marc hat derweil mit Jessica ein paar Runden vor der Villa mit ihrem Auto gedreht. Als Laurent Marc triumphierend Jessicas Nachricht zeigt, steigt Marc aus dem Auto aus und küsst Laurent. Jessica versucht, mit dem Wagen zu entkommen, fährt dabei einen Hang hinab und zerquetscht unabsichtlich ihren Hund Attila. Als sie wegrennt, wird sie von Laurent gepackt und bewusstlos geschlagen. Ein Gewitter setzt ein und verhindert so ihre Vergewaltigung durch Laurent. Wieder bei Bewusstsein und verzweifelter denn je, beginnt sie Marc, der sich von ihr als Künstlerin enttäuscht zeigt und sie mit Laurents Messer vor sich hertreibt, großes Theater vorzuspielen.
Zurück im Haus putzt sich Jessica heraus und mimt den großen Filmstar. Sie umgarnt Marc und küsst ihn vor einem Spiegel. Als sie sich bereit zeigt, Laurent an sich heranzulassen, zieht sie eine Pistole, die sie zuvor in einer Schublade entdeckt und vorsorglich eingesteckt hat, und schießt wild um sich. Marc und Laurent fliehen aus dem Haus. Jessica schießt erneut auf sie. Verletzt versuchen sie, in Jessicas Wagen davonzufahren, kommen jedoch nicht weit. Laurent steigt aus und bleibt am Boden liegen. Marc schleppt sich zum Haus zurück, wo er in Jessicas Armen stirbt. In seiner Brieftasche findet Jessica einen Umschlag mit einer blonden Haarlocke und einem Foto, das ein blondes Mädchen zeigt. Sie nimmt Marc daraufhin die blonde Perücke ab.

## Hintergrund
Die Dreharbeiten fanden im Département Oise statt. Für das Szenenbild war Willy Holt zuständig. Die Kostüme entwarf Sylvie Gautrelet.
Les Enragés wurde am 9. Januar 1985 in Frankreich uraufgeführt und kam damit zeitgleich mit dem Film Die Familienpyramide in die Kinos, in dem Fanny Ardant ebenfalls mitspielte. In Deutschland wurde Les Enragés nicht veröffentlicht.

## Kritiken
Eleanor Mannikka vom All Movie Guide zufolge handle es sich um „ein überdrehtes Drama über zwei merkwürdige Kleinkriminelle, die einen Filmstar terrorisieren“. Solche Menschen würden die „meisten Zuschauer“ nicht freiwillig „96 Minuten lang“ sehen wollen.